# Gudmund Smith
Gudmund John Wilhelm Smith, född 29 januari 1920 i Lund, död 2012, var en svensk psykolog. Han var son till Lennart Smith.
Smith blev filosofie doktor i Lund 1949, var docent i psykologi där 1949–60 och professor där 1960–86. Han var visiting research professor vid New York University 1955–56. Han författade skrifter i psykologisk tvillingforskning, arbetspsykologi och personlighetspsykologi med klinisk anknytning.